# Дэйв Деккер
Дэйв Деккер (10 июня 1997, Амстердам) — нидерландский певец и музыкальный актёр.

## Биография
Дэйв Деккер родился 10 июня 1997 года в Амстердаме. 
Его музыкальная карьера началась, когда ему было 10 лет. В 2007 году он успешно прошёл отбор для участия в мюзикле «Сиске Крыса» (нид. Ciske de Rat). Премьера этого мюзикла состоялась 5 октября 2007 года, на которой присутствовала королева Нидерландов Беатрикс. Дэйв Деккер исполнил главную роль — Сиске Крысы. Мюзикл также ставился в 2007—2009 годах.
В 2008 году Дэйв Деккер совместно с известным нидерландским певцом Дэнни де Мунком записал песню «Laat ons niet alleen». Она вошла в альбом Дэнни де Мунка «Hart en ziel», вышедший 17 октября 2008 года. 21 ноября 2008 года публике был представлен сингл этой песни, который занял 24 строчку в рейтинге 100 самых популярных песен. 
3 и 4 апреля 2009 года Дэйв Деккер принял участие в программе Дэнни де Мунка «Heineken Music Hall», где исполнял «Laat ons niet alleen» и «Droomland». В конце августа 2009 года вышел DVD-диск с записью этого шоу. 
Первый альбом Дэйва Деккера под названием «Dit ben ik» вышел в 2012 году. 
В ноябре 2013 года Дэйв Деккер стал участником предрождественской музыкальной серии «Het nieuws van Sint». Это музыкальное событие также было записано на DVD. 
Очередной сингл Дэйва Деккера «Ik kijk in je ogen» увидел свет в январе 2016 года.
Осенью 2017 года Дейв Деккер участвовал в Tina-musical.

## Альбомы
- Сiske de Rat — 2009.
- Dit ben ik — 2012.

### Синглы
- Laat ons niet alleen — 2008.
- Er staat een hele grote kerstboom — 2009.
- Geef mijn je angst — 2012.
- Toen ik je zag — 2012.
- Klote dag gehad — 2012.
- Twee lege handen — 2012.
- Wat 'n droom — 2013.
- Ik kijk in je ogen — 2016.